# Petja Parwanowa
Petja Parwanowa (bulgarisch Петя Първанова; * 12. Juli 1960 in Sofia) ist eine bulgarische Politikerin. Sie war 2013 bulgarische Innenministerin und damit die erste Frau in diesem Amt. Sie ist aktuell Chefin der bulgarischen Staatsagentur für Flüchtlinge.

## Leben
Petja Parwanowa wurde 1960 geboren. 1991 machte sie ihren Abschluss in Germanistik an der Universität Sofia. 1998 erhielt sie einen Master-Abschluss an der Neuen Bulgarischen Universität.
Von 1978 bis 1981 war sie bei Balkantourist, dem ältesten bulgarischen Reiseveranstalter beschäftigt. Von 1982 bis 1991 war sie als Dolmetscherin an der Botschaft der Deutschen Demokratischen Republik in Sofia tätig. Später arbeitete sie als Übersetzerin für verschiedene Unternehmen.
2001 wurde Parwanowa zur stellvertretenden Direktorin des Büros des Prosecutor Generals ernannt, in dem sie bereits seit 1999 beschäftigt war. Später wurde sie zur Direktorin der Internationalen Zusammenarbeit im Innenministerium ernannt und in den Rang des Polizeigenerals erhoben.
Am 12. März 2013 wurde sie unter der Regierung von Marin Rajkow als erste Frau zur Innenministerin Bulgariens ernannt. Am 29. Mai desselben Jahres wurde sie von Zwetlin Jowtschew abgelöst.